# آلان فيرنان بادل
آلان فيرنان بادل (بالإنجليزية: Alan Fernand Badel) (11 سبتمبر 1923 – 19 مارس 1982) كان ممثلاً إنجليزياً متعدد المواهب ظهر على خشبة المسرح، وفي السينما، والإذاعة، والتلفزيون.

## الحياة المبكرة
وُلد بادل في مانشستر بإنجلترا، وتلقى تعليمه في مدارسها قبل أن ينخرط في التمثيل. خلال الحرب العالمية الثانية، خدم في الجيش البريطاني ضمن وحدة المدفعية الملكية، وأصيب بجروح بالغة في معركة مونتي كاسينو عام 1944، ما أدى إلى فقدانه حاسة الشم ومعظم حاسة التذوق.

## المسيرة الفنية
بدأ بادل مسيرته التمثيلية بعد الحرب، حيث انضم إلى فرقة شكسبير الملكية وشارك في العديد من العروض الكلاسيكية مثل عطيل والملك لير. في السينما، برز بدور إدمون دانتيس في فيلم كونت مونت كريستو (1956)، وجسد شخصية جون بيتن في فيلم Children of the Damned (1964)، كما لعب دوراً لافتاً في فيلم Arabesque (1966) أمام جريجوري بيك وصوفيا لورين.
على شاشة التلفزيون، شارك في مسلسلات درامية وتاريخية مثل The Pallisers وThe Adventures of Sherlock Holmes*، كما أدى أدواراً إذاعية بارزة في هيئة الإذاعة البريطانية BBC.

## السمات الفنية
عرف بادل بصوته العميق المميز وأسلوبه المسرحي القوي، ما جعله خياراً مفضلاً للأدوار المعقدة والشخصيات التاريخية.

## الحياة الشخصية
تزوج من الممثلة البريطانية يفيث ستابلتون، وأنجب منها ابنة واحدة.

## الأعمال المختارة
| السنة | العمل                                        | النوع          | الدور/الملاحظات                        |
| ----- | -------------------------------------------- | -------------- | -------------------------------------- |
| 1947  | عطيل (Othello)                               | مسرح           | دور "عطيل" – فرقة شكسبير الملكية       |
| 1956  | كونت مونت كريستو (The Count of Monte Cristo) | فيلم           | إدمون دانتيس                           |
| 1964  | Children of the Damned                       | فيلم           | جون بيتن                               |
| 1966  | Arabesque                                    | فيلم           | ياسر عكيم                              |
| 1971  | The Go-Between                               | فيلم           | هيو تريمينغهام                         |
| 1974  | The Pallisers                                | مسلسل تلفزيوني | السير أوشوالد هير                      |
| 1976  | The Prince and the Pauper                    | فيلم تلفزيوني  | دوق نورفولك                            |
| 1978  | The Adventures of Sherlock Holmes            | مسلسل تلفزيوني | ضيف شرف – حلقة "The Greek Interpreter" |
| 1981  | The Day Christ Died                          | فيلم تلفزيوني  | بيلاطس البنطي                          |

## الوفاة
توفي آلان بادل في 19 مارس 1982 في هامرسميث، لندن عن عمر ناهز 58 عاماً بعد صراع قصير مع المرض.

## الحياة المبكرة
وُلد بادل في مانشستر بإنجلترا، وتلقى تعليمه في مدارسها قبل أن ينخرط في التمثيل. خلال الحرب العالمية الثانية، خدم في الجيش البريطاني ضمن وحدة المدفعية الملكية، وأصيب بجروح بالغة في معركة مونتي كاسينو عام 1944، ما أدى إلى فقدانه حاسة الشم ومعظم حاسة التذوق.

## المسيرة الفنية
بدأ بادل مسيرته التمثيلية بعد الحرب، حيث انضم إلى فرقة شكسبير الملكية وشارك في العديد من العروض الكلاسيكية مثل **عطيل** و**الملك لير**. في السينما، برز بدور إدمون دانتيس في فيلم *كونت مونت كريستو* (1956)، وجسد شخصية **جون بيتن** في فيلم *Children of the Damned* (1964)، كما لعب دوراً لافتاً في فيلم *Arabesque* (1966) أمام جريجوري بيك وصوفيا لورين.
على شاشة التلفزيون، شارك في مسلسلات درامية وتاريخية مثل *The Pallisers* و*The Adventures of Sherlock Holmes*، كما أدى أدواراً إذاعية بارزة في هيئة الإذاعة البريطانية BBC.

## السمات الفنية
عرف بادل بصوته العميق المميز وأسلوبه المسرحي القوي، ما جعله خياراً مفضلاً للأدوار المعقدة والشخصيات التاريخية.

## الحياة الشخصية
تزوج من الممثلة البريطانية يفيث ستابلتون، وأنجب منها ابنة واحدة.

## الأعمال المختارة
| السنة | العمل                                        | النوع          | الدور/الملاحظات                        |
| ----- | -------------------------------------------- | -------------- | -------------------------------------- |
| 1947  | عطيل (Othello)                               | مسرح           | دور "عطيل" – فرقة شكسبير الملكية       |
| 1956  | كونت مونت كريستو (The Count of Monte Cristo) | فيلم           | إدمون دانتيس                           |
| 1964  | Children of the Damned                       | فيلم           | جون بيتن                               |
| 1966  | Arabesque                                    | فيلم           | ياسر عكيم                              |
| 1971  | The Go-Between                               | فيلم           | هيو تريمينغهام                         |
| 1974  | The Pallisers                                | مسلسل تلفزيوني | السير أوشوالد هير                      |
| 1976  | The Prince and the Pauper                    | فيلم تلفزيوني  | دوق نورفولك                            |
| 1978  | The Adventures of Sherlock Holmes            | مسلسل تلفزيوني | ضيف شرف – حلقة "The Greek Interpreter" |
| 1981  | The Day Christ Died                          | فيلم تلفزيوني  | بيلاطس البنطي                          |

## الوفاة
توفي آلان بادل في 19 مارس 1982 في هامرسميث، لندن عن عمر ناهز 58 عاماً بعد صراع قصير مع المرض.

## الحياة المبكرة
وُلد بادل في مانشستر بإنجلترا، وتلقى تعليمه في مدارسها قبل أن ينخرط في التمثيل. خلال الحرب العالمية الثانية، خدم في الجيش البريطاني ضمن وحدة المدفعية الملكية، وأصيب بجروح بالغة في معركة مونتي كاسينو عام 1944، ما أدى إلى فقدانه حاسة الشم ومعظم حاسة التذوق.

## المسيرة الفنية
بدأ بادل مسيرته التمثيلية بعد الحرب، حيث انضم إلى فرقة شكسبير الملكية وشارك في العديد من العروض الكلاسيكية مثل **عطيل** و**الملك لير**. في السينما، برز بدور إدمون دانتيس في فيلم *كونت مونت كريستو* (1956)، وجسد شخصية **جون بيتن** في فيلم *Children of the Damned* (1964)، كما لعب دوراً لافتاً في فيلم *Arabesque* (1966) أمام جريجوري بيك وصوفيا لورين.
على شاشة التلفزيون، شارك في مسلسلات درامية وتاريخية مثل *The Pallisers* و*The Adventures of Sherlock Holmes*، كما أدى أدواراً إذاعية بارزة في هيئة الإذاعة البريطانية BBC.

## السمات الفنية
عرف بادل بصوته العميق المميز وأسلوبه المسرحي القوي، ما جعله خياراً مفضلاً للأدوار المعقدة والشخصيات التاريخية.

## الحياة الشخصية
تزوج من الممثلة البريطانية يفيث ستابلتون، وأنجب منها ابنة واحدة.

## الأعمال المختارة
| السنة | العمل                                        | النوع          | الدور/الملاحظات                        |
| ----- | -------------------------------------------- | -------------- | -------------------------------------- |
| 1947  | عطيل (Othello)                               | مسرح           | دور "عطيل" – فرقة شكسبير الملكية       |
| 1956  | كونت مونت كريستو (The Count of Monte Cristo) | فيلم           | إدمون دانتيس                           |
| 1964  | Children of the Damned                       | فيلم           | جون بيتن                               |
| 1966  | Arabesque                                    | فيلم           | ياسر عكيم                              |
| 1971  | The Go-Between                               | فيلم           | هيو تريمينغهام                         |
| 1974  | The Pallisers                                | مسلسل تلفزيوني | السير أوشوالد هير                      |
| 1976  | The Prince and the Pauper                    | فيلم تلفزيوني  | دوق نورفولك                            |
| 1978  | The Adventures of Sherlock Holmes            | مسلسل تلفزيوني | ضيف شرف – حلقة "The Greek Interpreter" |
| 1981  | The Day Christ Died                          | فيلم تلفزيوني  | بيلاطس البنطي                          |

## الوفاة
توفي آلان بادل في 19 مارس 1982 في هامرسميث، لندن عن عمر ناهز 58 عاماً بعد صراع قصير مع المرض.